# 3 карбованці «500-річчя Російської держави (Перші загальноруські монети)»
500-річчя Російської держави (Перші загальноруські монети) (рос. 500-летие Российского государства (Первые общерусские монеты)) — срібна ювілейна монета СРСР вартістю 3 карбованця, випущена 31 серпня 1989 року. 

## Тематика
При Івані Грозному, вперше, в 1533 році була викарбувана копійка. Реформа 1533 року підвела підсумок утворенню загальноросійської грошової системи. До того в різних російських землях карбували різні монети і використовували різні системи їх рахунку. Задумав загальноросійську монету ще Іван III. По суті, головне в реформі було зроблено ще при ньому. Він скористався тим, що гроші, що карбуваллися в Москві, були рівно вдвічі легше, ніж гроші, карбовані в Новгороді, і повелів карбувати в Москві монети не тільки звичною московської норми, а й норми новгородської. Ця остання, що називається «новгородською дєньгою», або «Новгородка», згодом і була перейменована в копійку.

## Історія
У 1989—1991 роках було випущено серію монет «500-річчя Російської держави» з якістю пруф — 6 срібних монет номіналом у 3 карбованці, 3 паладієвих монет номіналом 25 карбованців, 3 монети номіналом 50 карбованців і 3 монети номіналом 100 карбованців у золоті, а також 3 монети номіналом 150 карбованців у платині. Монети було присвячено історичним подіям, регаліям, пам'ятникам, культурним і політичним діячам, тісно пов'язаних з історією Росії.
Монети карбувалися на Ленінградському монетному дворі (ЛМД).

## Опис та характеристики монети
| Номінал крб. | Метал  | Маса грам | Діаметр мм. | Гурт      | Тираж штук    |
| ------------ | ------ | --------- | ----------- | --------- | ------------- |
| 3            | срібло | 31.1      | 39          | рубчастий | 40.000 (пруф) |

### Аверс
Зверху герб СРСР з 15 витками стрічки, під ним літери «СССР», нижче ліворуч і праворуч риса, під рискою зліва хімічне позначення «Ag» і проба «900» металу з якого зроблена монета, під ними чиста вага дорогоцінного металу «31,1», під рискою праворуч монограма монетного двору «ММД», нижче позначення номіналу монети цифра «3» і нижче слово «РУБЛЯ», знизу у канта рік випуску монети «1989».

### Реверс
Ліворуч, зверху і праворуч уздовж канта монети слова «500-ЛЕТИЕ ЕДИНОГО РУССКОГО ГОСУДАРСТВА», в середині три перші загальноруські монети — копійка новгородка, деньга і полушка з зображенням птаха, нижче цифра «XVI в.», знизу уздовж канта слова «ПЕРВЫЕ ОБЩЕРУССКИЕ МОНЕТЫ».

### Гурт
Рубчастий (300 рифлень).

## Автори
- Художник: А. А. Колодкін
- Скульптор: А. А. Новічков